# 11450 Shearer
11450 Shearer eller 1979 QJ1 är en asteroid i huvudbältet som upptäcktes den 22 augusti 1979 av den svenske astronomen Claes-Ingvar Lagerkvist vid La Silla-observatoriet i Chile. Den är uppkallad efter Andrew Shearer.
Asteroiden har en diameter på ungefär 5 kilometer.